# Luke Sanders
Luke Sanders (Brenham, 12 de dezembro de 1985) é um lutador de artes marciais mistas (MMA) americano, que atualmente luta na categoria peso-galo do UFC.

## Background
Nascido em Brenham, Texas e criado em Nashville, Tennessee, praticou esportes desde criança; ele venceu títulos nacionais em BMX e terminou em quarto lugar no campeonato nacional de 1992 aos 7 anos de idade. No wrestling, ele foi campeão estadual pela Montgomery Central High School em 2004 na categoria até 66 kilos. Sanders também jogou hockey, vencendo dois títulos estaduais em 2001 e 2002.

## Carreira no MMA

### Ultimate Fighting Championship
Sanders fez sua estreia no UFC em 17 de janeiro de 2016 contra Maximo Blanco no UFC Fight Night: Dillashaw vs. Cruz. Ele venceu por finalização no primeiro round e foi premiado com um bônus de “Performance da Noite”.
Sanders enfrentou Iuri Alcântara em 4 de março de 2017 no UFC 209: Woodley vs. Thompson II. Ele perdeu por finalização no segundo round.
Sanders enfrentou Andre Soukhamthath em 9 de dezembro de 2017 no UFC Fight Night: Swanson vs. Ortega. Sanders perdeu por nocaute técnico no segundo round.
Sanders enfrentou Patrick Williams em 14 de abril de 2018 no UFC on Fox: Poirier vs. Gaethje. Ele venceu por decisão unânime.
Sanders enfrentou Rani Yahya em 25 de agosto de 2018 no UFC Fight Night: Gaethje vs. Vick. Ele perdeu por finalização no primeiro round.
Sanders enfrentou Renan Barão em  17 de fevereiro de 2019 no UFC on ESPN: Ngannou vs. Velasquez.  Sanders venceu a luta por nocaute no terceiro round. Esta vitória lhe rendeu seu segundo bônus de “Performance da Noite”.

## Cartel no MMA
| Cartel no MMA   |             |            |
| 18 lutas        | 13 vitórias | 5 derrotas |
| Por nocaute     | 7           | 1          |
| Por finalização | 2           | 3          |
| Por decisão     | 4           | 1          |

| Res.    | Cartel | Oponente           | Método                                | Evento                                          | Data       | Round | Tempo | Local                      | Notas                                                    |
| ------- | ------ | ------------------ | ------------------------------------- | ----------------------------------------------- | ---------- | ----- | ----- | -------------------------- | -------------------------------------------------------- |
| Derrota | 13-5   | Felipe Colares     | Decisão (unânime)                     | UFC on ESPN: Reyes vs. Procházka                | 01/05/2021 | 3     | 5:00  | Las Vegas, Nevada          |                                                          |
| Derrota | 13-4   | Nathan Maness      | Finalização (mata leão)               | UFC on ESPN: Smith vs. Clark                    | 28/11/2020 | 2     | 2:29  | Las Vegas, Nevada          | Luta em Peso Casado.                                     |
| Vitória | 13-3   | Renan Barão        | Nocaute (socos)                       | UFC on ESPN: Ngannou vs. Velasquez              | 17/02/2019 | 2     | 1:01  | Phoenix, Arizona           | Performance da Noite.                                    |
| Derrota | 12-3   | Rani Yahya         | Finalização (chave de tornozelo)      | UFC Fight Night: Gaethje vs. Vick               | 25/08/2018 | 1     | 1:31  | Lincoln, Nebraska          |                                                          |
| Vitória | 12-2   | Patrick Williams   | Decisão (unânime)                     | UFC on Fox: Poirier vs. Gaethje                 | 14/04/2018 | 3     | 5:00  | Glendale, Arizona          |                                                          |
| Derrota | 11-2   | Andre Soukhamthath | Nocaute Técnico (socos)               | UFC Fight Night: Swanson vs. Ortega             | 09/12/2017 | 2     | 1:06  | Fresno, California         |                                                          |
| Derrota | 11-1   | Iuri Alcântara     | Finalização (chave de joelho)         | UFC 209: Woodley. vs. Thompson II               | 04/03/2017 | 2     | 3:13  | Las Vegas, Nevada          |                                                          |
| Vitória | 11-0   | Maximo Blanco      | Finalização (mata leão)               | UFC Fight Night: Dillashaw vs. Cruz             | 17/01/2016 | 1     | 3:38  | Boston, Massachusetts      | Estreia no UFC; Retorno aos Penas; Performance da Noite. |
| Vitória | 10-0   | Terrion Ware       | Decisão (unânime)                     | Legacy FC vs. RFA Superfight Card               | 08/05/2015 | 5     | 5:00  | Robinsonville, Mississippi | Defendeu o Cinturão Peso Galo do RFA.                    |
| Vitória | 9-0    | Jarred Mercado     | Nocaute Técnico (joelhada e socos)    | RFA 20: Sanders vs. Mercado                     | 07/11/2014 | 1     | 1:06  | Broomfield, Colorado       | Ganhou o Cinturão Peso Galo Vago do RFA.                 |
| Vitória | 8-0    | Darrick Minner     | Nocaute Técnico (socos)               | RFA 17: Cochrane vs. Giagos                     | 22/08/2014 | 2     | 3:15  | Sioux Falls, South Dakota  | Estreia nos Galos.                                       |
| Vitória | 7-0    | Dan Moret          | Decisão (unânime)                     | RFA 13: Cochrane vs. Escudero                   | 07/03/2024 | 3     | 5:00  | Lincoln, Nebraska          |                                                          |
| Vitória | 6-0    | Zach Underwood     | Nocaute Técnico (socos)               | XFC 26: Night of Champions 3                    | 18/10/2013 | 2     | 3:38  | Nashville, Tennessee       |                                                          |
| Vitória | 5-0    | Javon Wright       | Decisão (dividida)                    | Rhino Fighting Championships 7                  | 19/07/2013 | 3     | 5:00  | Spring Hill, Tennessee     |                                                          |
| Vitória | 4-0    | Zachary Sanders    | Nocaute Técnico (socos e cotoveladas) | XFC 18: Music City Mayhem                       | 22/06/2012 | 1     | 4:53  | Nashville, Tennessee       |                                                          |
| Vitória | 3-0    | J.R. Hines         | Nocaute Técnico (socos)               | Gameness Fighting Championship 10               | 19/11/2011 | 1     | 2:08  | Goodlettsville, Tennessee  |                                                          |
| Vitória | 2-0    | Latral Perdue      | Finalização (mata leão)               | Gameness Fighting Championship 9                | 28/04/2011 | 1     | 1:07  | Goodlettsville, Tennessee  |                                                          |
| Vitória | 1-0    | Josh Jarvis        | Nocaute Técnico (socos)               | Strikeforce Challengers: Woodley vs. Saffiedine | 07/01/2011 | 1     | 3:15  | Nashville, Tennessee       | Estreia nos Penas.                                       |